# Die Eroberer der Neuen Welt
Die Eroberer der Neuen Welt (Originaltitel: Ice Age Columbus: Who Were the First Americans?) ist ein britischer Dokumentarfilm von Nicolas Brown aus dem Jahr 2005. Der Film beschäftigt sich mit der Atlantiktheorie, demnach die ersten Menschen nicht von Westen über die Beringstraße nach Amerika einwanderten, sondern während der Letzten Kaltzeit entlang des den Nordatlantik bedeckenden Eisschilds von Osten her aus Europa kamen.

## Handlung
Die harten Lebensbedingungen der Eiszeit zwingen einen fünfzehnköpfigen Stamm auf der Suche nach Nahrung an die westfranzösische Küste. Da die Fischjagd den Nahrungsbedarf nicht deckt, beschließt Beorg, der Anführer des Stammes, mit seiner Tochter Zia, seinem Sohn Guyan und dem jungen Jäger Jiard entlang der Eismasse, die den Atlantik bedeckt, auf Robbenjagd zu gehen. Die Gruppe hat Erfolg, muss für den Rest des Stammes aber mehr Tiere erlegen, weshalb sie sich immer weiter entlang des Eises in die Ferne wagt. Dann jedoch bricht Beorg in das Eis ein und ertrinkt. Die Gruppe verliert damit ihren Führer und muss wochenlang Schutz vor einem Sturm auf dem Packeis suchen.
Ohne es zu wissen, treibt die Gruppe auf einer großen Eisscholle mit einer Geschwindigkeit von 6 km/h stetig nach Westen über den Atlantik in Richtung Kanada. Völlig kräfteentzehrt sind Zia und Guyan kurz davor gegenüber dem todkranken Jiard Kannibalismus zu begehen. Nach einer Halluzination steigt die Gruppe wieder in das Boot und treibt weiter westwärts über das Meer. Sie landen schließlich an der Küste eines unbekannten Landes, der Neufundlandbank, die 150 Meter unter dem heutigen Meeresspiegel liegt. Dort trifft die Gruppe auf weitere Menschen, die ebenfalls die Atlantik-Eisbrücke überquert haben und schließt sich ihnen an.
Der neue Clan, unter Führung des erfahrenen Attan, wandert nach Süden ins heutige Virginia, wo sie auf Mammutjagd gehen, bei der Guyan zu Tode kommt. Monate vergehen und Zia bringt ihre und Jiards gemeinsame Tochter zur Welt. Jahrtausende später vermischen sich die Nachfahren der 'europäischen Amerikaner' mit den aus Asien über die Beringstraße einwandernden 'asiatischen Amerikaner'. 

## Wissenswertes
Wissenschaftlich beraten wurden die Filmemacher von Bruce Bradley, Professor an der University of Exeter, Richard Peltier von der University of Toronto und Waldemar Lehn, Professor an der University of Manitoba.
In Deutschland wurde der Film am 19. Februar 2011 bei Arte erstgesendet.